# 4212 Sansyu-Asuke
4212 Sansyu-Asuke là một tiểu hành tinh vành đai chính với chu kỳ quỹ đạo là 2037.0564331 ngày (5.58 năm).
Nó được phát hiện ngày 28 tháng 9 năm 1987.